# Rambutan
Rambutan (znanstveno ime Nephelium lappaceum) je srednje veliko tropsko drevo iz družine Sapindaceae. Ime se nanaša tudi na užitno sadje, ki ga rodi to drevo. Rambutan izvira iz jugovzhodne Azije. Tesno je povezan s številnimi drugimi užitnimi tropskimi sadeži, vključno z ličijem, longanom (Dimocarpus longan), pulasanom (Nephelium ramboutan-ake) in guinepom (Melicoccus bijugatus).

## Etimologija
Ime rambutan izhaja iz malajske besede rambut, kar pomeni »lasje« in se nanaša na številne dlakaste izbokline sadežev, skupaj s pripono -an za gradnjo samostalnika. Podobno se v Vietnamu imenujejo chôm chôm (kar pomeni »razmršeni lasje«).

## Izvor in razširjenost
Središče genetske raznolikosti rambutanov je malezijsko-indonezijska regija. Veliko jih gojijo na območjih jugovzhodne Azije, kot so Malezija, Tajska, Mjanmar, Šrilanka, Indonezija, Singapur, Vietnam in Filipini. Od tam se je razširil v dele Azije, Afrike, Oceanije in Srednje Amerike.
Okoli 13. do 15. stoletja so arabski trgovci, ki so imeli pomembno vlogo v trgovini v Indijskem oceanu, uvedli rambutan v Zanzibar in Pembo v današnjem Mozambiku. V nekaterih delih Indije je nasadov rambutana malo. V 19. stoletju so Nizozemci prinesli rambutane iz svoje kolonije v jugovzhodni Aziji v Surinam v Južni Ameriki. Kasneje so se rastline razširile v tropsko Ameriko, zasajene v obalnih nižinah Kolumbije, Ekvadorja, Hondurasa, Kostarike, Trinidada in Kube. Leta 1912 so rambutane prinesli na Filipine iz Indonezije. Nadaljnje uvedbe so bile izvedene leta 1920 (iz Indonezije) in 1930 (iz Malajskega polotoka), vendar je bila do 1950-ih njegova distribucija omejena.
Rambutan so poskušali vnesti v jugovzhodne dele ZDA s semeni, uvoženimi z Jave leta 1906, vendar se je to izkazalo za neuspešno, razen v Portoriku.

## Opis
Je zimzeleno drevo, ki zraste do višine 15–24 metrov. Listi so premenjasti, 14–30 cm dolgi, pernati, s 3 do 11 lističi, vsak listič širok 5–15 cm in širok 3–10 cm, s celim robom. Cvetovi so majhni, 2,5–5 mm, lističasti, diskoidni in v pokončnih končnih mehurčkih, širokih 15–30 cm.
Drevesa rambutana so lahko moška (proizvajajo samo staminirane cvetove in zato ne dajejo sadov), ženska (proizvajajo cvetove, ki so samo funkcionalno ženske) ali hermafroditske (proizvajajo cvetove, ki so ženske z majhnim odstotkom moških cvetov).
Plod je okrogla do ovalna koščica z enim semenom, 3–6 cm (redko do 8 cm) dolga in 3–4 cm široka, v ohlapnem visečem grozdu po 10–20 skupaj. Usnjata koža je rdečkasta (redko oranžna ali rumena) in prekrita z mesnatimi upogljivimi bodicami, od tod tudi ime, ki pomeni dlake. Bodice (znane tudi kot spinters) prispevajo k transpiraciji plodov, kar lahko vpliva na kakovost plodov.
Sadno meso, aril, je prosojno, belkasto ali zelo bledo rožnato, sladkega, rahlo kiselkastega okusa, ki spominja na grozdje.
Posamezno seme je bleščeče rjavo, 1–1,3 cm, z belo bazalno brazgotino. Mehko seme, ki vsebuje enak delež nasičenih in nenasičenih maščob, se lahko kuha in uživa, vendar je grenko in ima narkotične lastnosti.

## Opraševanje
Aromatični cvetovi rambutana so zelo privlačni za številne žuželke, zlasti čebele. Muhe (Diptera), kožekrilci (Hymenoptera) in mravlje (Solenopsis) so glavni opraševalci. Med Diptera so številne Lucilia spp. in med Hymenoptera so glavni obiskovalci medonosne čebele (orjaška čebela (Apis dorsata) in Apis cerana) in čebele brez žela iz rodu Trigona. Kolonije A. cerana, ki se pasejo na cvetovih rambutana, proizvedejo velike količine medu. Čebele, ki iščejo nektar, se redno dotikajo stigme ženskih cvetov in z moških cvetov naberejo znatne količine lepljivega cvetnega prahu. Malo cvetnega prahu so opazili na čebelah, ki se pasejo na ženskih cvetovih. Čeprav se moški cvetovi odprejo ob 6.00, je iskanje A. cerana najbolj intenzivno med 7.00 in 11.00, nato pa se nenadoma zmanjša. Na Tajskem je A. cerana prednostna vrsta za manjše opraševanje rambutana. Njegovi lasje so v pomoč tudi pri opraševanju, kjer se lahko cvetni prah zatakne in prenese na ženske cvetove.

## Pridelava
Rambutan je sadno drevo, gojeno v vlažni tropski jugovzhodni Aziji. Je običajno vrtno sadno drevo in se komercialno razmnožuje v manjših sadovnjakih. Je eden najbolj znanih sadežev jugovzhodne Azije in se pogosto goji tudi drugod v tropih, vključno z Afriko, južno Mehiko, Karibskimi otoki, Kostariko, Hondurasom, Panamo, Indijo, Vietnamom, Filipini in Šrilanko. Pridelujejo ga tudi v Ekvadorju, kjer je znan kot achotillo in na otoku Portorico.
Od leta 2014 je bila Tajska največja proizvajalka rambutanov (tajsko เงาะ, RTGS: ngo), s proizvodnjo 450.000 ton, sledita ji Indonezija s 100.000 tonami in Malezija s 60.000 tonami. Na Tajskem so glavna središča gojenja provinca Chanthaburi, sledita provinci Chumphon in provinci Surat Thani. V Indoneziji je središče proizvodnje rambutana v zahodnih delih Indonezije, ki vključuje Javo, Sumatro in Kalimantan. Na Javi so sadovnjaki in pekarangan (bivalna dvorišča) v vaseh Velike Džakarte in zahodne Jave že od kolonialne dobe znani kot središča za proizvodnjo rambutana s trgovskim središčem v Pasar Mingguju v južni Džakarti.
V letu 2017 in pred leti je bil uvoz rambutana v Evropsko unijo približno 1000 ton letno, kar je omogočilo celoletno oskrbo s številnimi tropskimi dobavitelji.
Plodovi se običajno prodajajo sveži in imajo kratek rok trajanja ter se pogosto uporabljajo za izdelavo džemov in želejev ali konzervirani. Zimzelena drevesa rambutan s svojimi obilnimi obarvanimi sadeži so privlačni pokrajinski motiv.
V Indiji se rambutan uvaža iz Tajske, gojijo pa ga tudi v okrožju Pathanamthitta v južni državi Kerala.
Rambutan ni klimakterično sadje - to pomeni, da dozori samo na drevesu in se zdi, da po obiranju ne proizvaja sredstva za zorenje, kot je rastlinski hormon etilen. Vendar pa po obiranju na kakovost sadja vplivajo dejavniki skladiščenja. Nizke ravni vlažnosti, čas skladiščenja in pojav mehanskih poškodb lahko resno vplivajo na kakovost sadja, kar bi negativno vplivalo na povpraševanje po sadju. Na splošno ima sadje kratko življenjsko dobo v okoljskih pogojih, vendar je uporaba metod, ki jo lahko podaljšajo, proizvodna prednost. Nekateri načini zdravljenja, kot sta obsevanje in uporaba vročega prisilnega zraka, lahko pomagajo pri ohranjanju sadja, čeprav je bil prvi bolj uspešen.

## Gojenje
Rambutani so prilagojeni na toplo tropsko podnebje, okoli 22–30 °C, in so občutljivi na temperature pod 10 °C. Komercialno se goji znotraj 12–15° od ekvatorja. Drevesa dobro uspevajo na nadmorski višini do 500 m in najbolje uspevajo v globoki zemlji, glineni ali peščeni ilovnati, bogati z organskimi snovmi. Rastejo na hribovitem terenu, kjer je dobra drenaža.
Rambutane razmnožujemo s cepljenjem,  zračnim grobanjem in okuliranjem. Brsteča drevesa lahko obrodijo po dveh do treh letih, optimalna proizvodnja pa po osmih do desetih letih. Iz semena vzgojena drevesa rodijo po petih do šestih letih.
Pri nekaterih komercialnih kultivarjih je aril pritrjen na seme, vendar so na voljo kultivarji freestone in po njih je veliko povpraševanje. Običajno najdemo eno samo svetlo rjavo seme, ki vsebuje veliko maščob in olj (predvsem oleinske kisline in arahidne kisline), ki so dragoceni za industrijo in se uporabljajo pri kuhanju in izdelavi mila. Korenine, lubje in listi rambutana so različno uporabni v tradicionalni medicini in pri proizvodnji barvil.
Na nekaterih območjih lahko rambutan obrodi dvakrat letno, enkrat pozno jeseni in zgodaj pozimi, s krajšo sezono pozno spomladi in zgodaj poleti. Druga območja, kot je Kostarika, imajo eno samo sezono sadja, z začetkom deževne sezone aprila, ki spodbudi cvetenje, sadje pa običajno dozori avgusta in septembra. Krhki sadeži morajo dozoreti na drevesu, nato pa jih obirajo v štirih do sedmih tednih. Sveže sadje se zlahka zmečka in ima omejen rok trajanja. Povprečno drevo lahko obrodi 5000–6000 ali več plodov (60–70 kg na drevo). Pridelek se začne pri 1,2 tone na hektar v mladih sadovnjakih in lahko doseže 20 ton na hektar na zrelih drevesih. Na Havajih je bilo leta 1997 pobranih 24 od 38 obdelovalnih hektarjev, ki so proizvedli 120 ton sadja. Donos bi lahko povečali z izboljšanim upravljanjem sadovnjakov, vključno z opraševanjem, in s sajenjem visokorodnih kompaktnih kultivarjev.
Večina komercialnih kultivarjev je hermafroditnih; kultivarji, ki proizvajajo samo funkcionalno ženske cvetove, zahtevajo prisotnost moških dreves. Moška drevesa redko najdemo, saj je vegetativna selekcija dala prednost hermafroditnim klonom, ki proizvajajo velik delež funkcionalno ženskih cvetov in veliko manjše število cvetov, ki proizvajajo cvetni prah. Več kot 3000 zelenkasto belih cvetov je v moških metlicah, vsak s petimi do sedmimi prašniki in nefunkcionalnim jajčnikom. Moški cvetovi imajo rumene nektarije in pet do sedem prašnikov. V vsaki hermafroditni metlici je okoli 500 zelenkasto rumenih cvetov. Vsak cvet ima šest prašnikov, običajno dvoumetno stigmo, in eno jajčece v vsakem od svojih dveh delov (lokul). Cvetovi so dovzetni približno en dan, vendar lahko obstanejo, če so izključeni opraševalci.
Na Tajskem je rambutan v kraju Surat Thani leta 1926 prvi posadil Kitajski Malajec K. Vong v kraju Ban Na San. V avgustovskem času žetve poteka letni sejem rambutana.
V Maleziji rambutan cveti od marca do julija in ponovno med junijem in novembrom, običajno kot odgovor na dež po sušnem obdobju. Obdobja cvetenja za druga območja so različna. Večina cvetov, vendar ne vsi, se odpre zgodaj zjutraj. V času največjega cvetenja je lahko vsak dan odprtih do 100 cvetov v vsaki ženski metlici. Začetni nastavek plodov se lahko približa 25 odstotkom, vendar visoka stopnja splava prispeva k veliko nižji ravni proizvodnje ob žetvi (1 do 3 odstotke). Plod dozori 15–18 tednov po cvetenju.
Pridelovanje rambutana na Šrilanki je sestavljeno predvsem iz majhnih domačih vrtov. Malwana, vas v dolini reke Kelani, je priljubljena po sadovnjakih rambutana. Njihova proizvodnja pride na trg v maju, juniju in juliju, ko je zelo pogosto opaziti sezonske trgovce na ulicah Colomba. Šrilanka ima januarja in februarja nekaj proizvodnje rambutana izven sezone na območjih, kot so Bibile, Medagama in Monaragala.
Moški in ženski cvetovi so rahlo dišeči in imajo funkcionalne nektarije na dnu jajčnika. Ženski cvetovi proizvedejo dva do trikrat več nektarja kot moški cvetovi. Koncentracija sladkorja v nektarju se giblje med 18–47 odstotki in je med vrstami cvetov podobna. Rambutan je pomemben vir nektarja za čebele v Maleziji.
Navzkrižno opraševanje je nujno, ker pri večini funkcionalno ženskih cvetov ni prašnika. Čeprav se apomiksis lahko pojavi pri nekaterih kultivarjih, so rambutani, tako kot liči, za opraševanje odvisni od žuželk. V Maleziji, kjer samo približno en odstotek ženskih cvetov nastavi plodove, se na cvetovih v vrečah ne nastavi noben plod, medtem ko je ročno opraševanje povzročilo 13-odstotno nastavljanje plodov. Opraševalci lahko ohranijo zvestobo moškim ali hermafroditnim cvetovom (drevesom), s čimer omejujejo opraševanje in nastanek plodov v naravnih razmerah, kjer je potrebno križanje moških in ženskih cvetov.

## Kultivarji
Več kot 200 kultivarjev je bilo razvitih iz izbranih klonov, ki so na voljo po vsej tropski Aziji. Večina kultivarjev je izbrana tudi zaradi kompaktne rasti, ki zaradi lažjega obiranja doseže višino le 3–5 m.
V primerjavi z razmnoženimi kloni rambutana imajo rambutani, vzeti iz narave, višjo kislost in potencial za različne prehrambene namene. V Indoneziji je bilo ugotovljeno, da je 22 sort rambutana dobre kakovosti, s petimi vodilnimi komercialnimi kultivarji: 'Binjai', 'Lebak Bulus', 'Rapiah', 'Cimacan' in 'Sinyonya', z drugimi priljubljenimi kultivarji, vključno s 'Simacan', ' Silengkeng', 'Sikonto' in 'Aceh kuning'. Na Malajskem polotoku komercialne sorte vključujejo 'Chooi Ang', 'Peng Thing Bee', 'Ya Tow', 'Azimat' in 'Ayer Mas'.
V Nikaragvi je skupna ekipa World Relief-European Union leta 2001 več kot 100 kmetom razdelila sadike organizacijam, kot je Ascociación Pueblos en Acción Comunitaria. Nekateri od teh kmetov so leta 2005 videli prvo pridelavo rambutanov s svojih dreves – 2006 z razvojem usmerjenim na lokalni trg.
Na Filipinih se dve sorti rambutanov ločita po semenu. Seme in plod navadnega rambutana je težko ločiti, medtem ko se plod "Maharlika Rambutan" čisto loči od semena. Okus in velikost sadja teh dveh kultivarjev sta enaka, vendar je "Maharlika Rambutan" bolj priljubljen zaradi višje cene.

## Hranila in fitokemikalije
Sadje rambutan je sestavljeno iz 78 % vode, 21 % ogljikovih hidratov, 1 % beljakovin in ima zanemarljivo malo maščob (tabela; podatki so za konzervirano sadje v sirupu; podatki o surovem sadju niso objavljeni). Kar zadeva hranilno vrednost, sadje v pločevinkah vsebuje le zmerno količino mangana (16 % dnevne vrednosti), hkrati pa zagotavlja 82 kalorij na referenčno količino 100 gramov (tabela). Ostala mikrohranila so na nizki ravni.
Kot nepigmentirano sadno meso rambutan ne vsebuje znatne vsebnosti polifenolov, vendar njegova barvita skorja prikazuje različne fenolne kisline, kot so siringinska, kumarinska, galna, kofeinska in elaginska kislina. Seme rambutana vsebuje enake deleže nasičenih in nenasičenih maščobnih kislin, pri čemer imata največ maščob arahidna (34 %) oziroma oleinska (42 %) kislina.
Prijeten vonj sadja rambutana izhaja iz številnih hlapnih organskih spojin, vključno z beta-damascenonom, vanilinom, fenilocetno kislino in cimetovo kislino.

## Galerija
- Mladi rambutan v Maleziji
- Zrel rumeni sadež rambutan v Maleziji
- Nezrelo sadje rambutana na Filipinih
- 'Rambutan Binjai', eden vodilnih kultivarjev v Indoneziji
- Tri barve rambutana